# Lavastoviglie

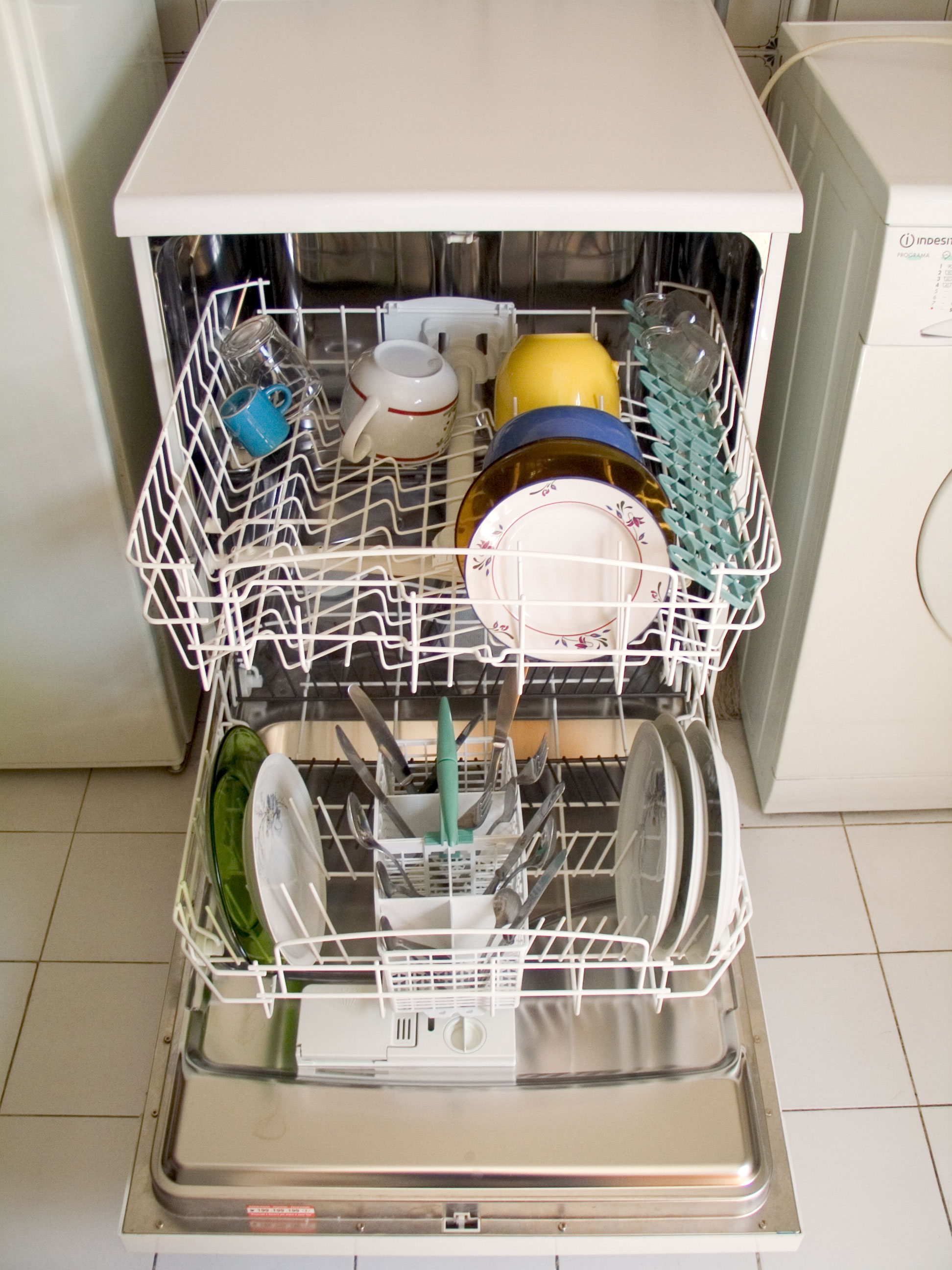
Una lavastoviglie aperta

La lavastoviglie (o lavapiatti) è un elettrodomestico che serve a lavare ed asciugare stoviglie, pentole, posate, terraglie e altre suppellettili usate a tavola.
La lavastoviglie fa parte della categoria dei "grandi elettrodomestici", anche chiamati "elettrodomestici bianchi", a cui appartengono anche la lavatrice, il congelatore, il frigorifero, la lavasciuga e il condizionatore.
Negli ultimi decenni le lavastoviglie sono diventate elettrodomestici comuni in numerose abitazioni ed insostituibili nei locali adibiti a cucina o al consumo di alimenti e bevande (ristoranti, mense, ecc.).
L'invenzione della lavastoviglie viene fatta risalire all'americana Josephine Cochrane che, nel 1886, fece brevettare un'apparecchiatura in grado di proiettare getti d'acqua sulle stoviglie grazie a un sistema di pompe azionato manualmente.
In Europa le prime lavastoviglie furono introdotte nel 1929 dall'azienda tedesca Miele.

## Storia

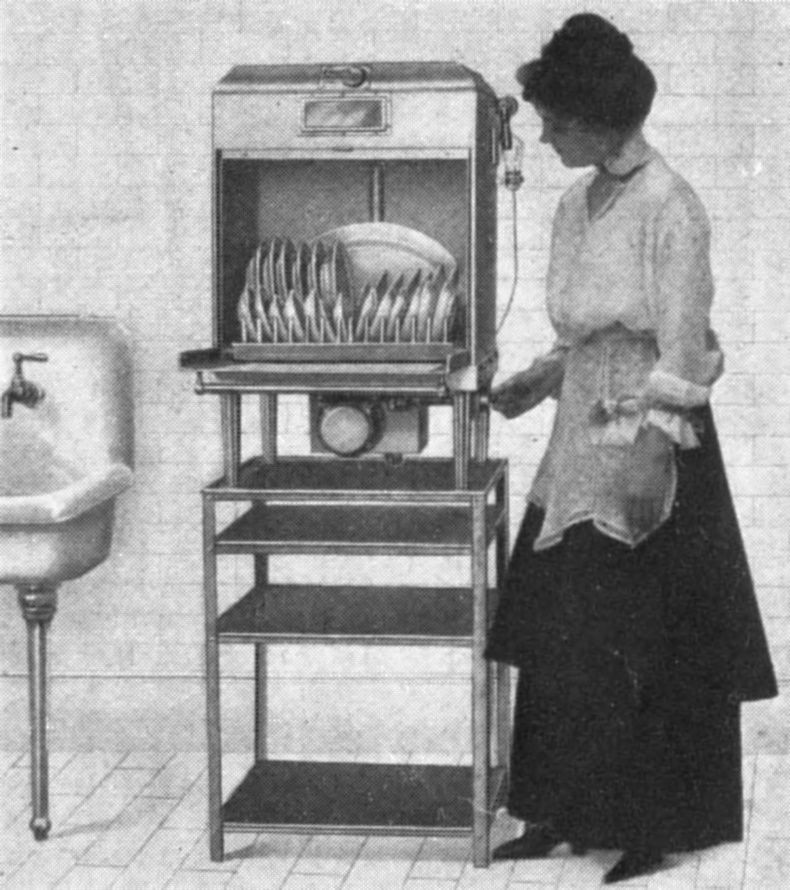
Lavastoviglie elettrica del 1917

Il primo sistema automatico di lavaggio delle stoviglie è stato inventato nel 1887 da Josephine Cochrane e presentato alla Fiera Colombiana di Chicago nel 1893. La Cochrane ha affermato di aver creato questo dispositivo in quanto i suoi servitori, durante il lavaggio manuale, scheggiavano le sue porcellane.
Nel 1924 William Howard Livens inventò una piccola lavastoviglie adatta all'uso domestico, che venne diffusa proprio nel periodo in cui nelle abitazioni iniziavano a diffondersi gli impianti idraulici ad acqua corrente. Essa può essere considerata la prima lavastoviglie moderna, in quanto incorporava la maggior parte degli elementi che compongono le attuali lavastoviglie: una porta frontale per il carico delle stoviglie, una rastrelliera per il contenimento delle stoviglie sporche e un irroratore rotante. Nel 1940 fu aggiunto anche un sistema di asciugatura.
Nonostante questo, il progetto di Livens non ottenne successo commerciale fino agli anni cinquanta.
Dal 1970 le lavastoviglie iniziarono a diventare comuni nelle residenze domestiche in Nord America e in Europa occidentale. Al 2012, in più del 75% delle case negli Stati Uniti e in Germania era presente una lavastoviglie.

## Funzionamento

### Lavastoviglie domestiche
Alla base del funzionamento delle moderne lavastoviglie per uso domestico c'è un motore elettrico che aziona una pompa, la quale, mediante un sistema di tubi, spruzza acqua calda sulle stoviglie, caricate in due o tre cestelli estraibili (in genere i cestelli inferiori sono concepiti per le stoviglie più voluminose, quelli più in alto per gli oggetti più piccoli), attraverso una serie di ugelli opportunamente calibrati per forma, dimensioni e direzione, posti su bracci messi in rotazione dalla stessa pressione dell'acqua, e da un sistema di filtri parzialmente autopulenti presente sul fondo della vasca che ripulisce continuamente l'acqua utilizzata, che viene filtrata e ricircolata dalla pompa fino a quando, dopo un tempo determinato, viene espulsa e sostituita da nuova acqua nelle diverse fasi del lavaggio.
Nella prima fase, dopo un eventuale prelavaggio (a freddo o a caldo, con detersivo o senza, a seconda del programma selezionato), viene spruzzata acqua calda, riscaldata a lavaggio in corso tramite una resistenza ad una temperatura compresa solitamente fra i 45° e 75° (diversa a seconda del programma di lavaggio in uso) e mescolata a detergenti con funzione emulsionante, introdotti in un apposito contenitore prima di avviare l'apparecchio; in genere il contenitore del detersivo è dotato di uno sportello da chiudere manualmente prima che il programma abbia inizio e che si apre automaticamente durante il lavaggio, immettendo il detergente in vasca al momento opportuno, mediante una molla azionata elettricamente con un solenoide.
Nella seconda fase del lavaggio, dopo lo scarico dell'acqua sporca, le stoviglie vengono risciacquate di solito una o due volte con acqua fredda dai residui di sporco e detersivo. L'ultimo risciacquo viene effettuato alla temperatura di circa 65° e prevede l'aggiunta di una piccola dose (pochissimi millilitri o frazioni di esso, a seconda della regolazione di un apposito dosatore) di un liquido detto "brillantante", che diminuisce la tensione superficiale dell'acqua, facilitando l'asciugatura del carico e l'eventuale rimozione degli ultimi residui di sporco e detersivo eventualmente presenti. Il brillantante viene prelevato da un apposito serbatoio, che periodicamente si svuota e deve essere rabboccato.
Spesso è prevista anche un'ultima fase in cui le stoviglie vengono asciugate mediante l'attivazione della resistenza di riscaldamento senza acqua in circolazione e/o tramite l'aspirazione del vapore creatosi nella vasca di lavaggio. Quest'ultima operazione può venire effettuata naturalmente, attraverso una corrente convettiva che si crea con l'ausilio di un condotto laterale alla vasca oppure tramite condensazione sulle pareti della vasca (a fine ciclo appariranno delle gocce su di esse), o in maniera forzata, tramite un apposito ventilatore. Alcuni modelli prevedono l'apertura automatica della porta verso la fine del ciclo di asciugatura, per permettere l'espulsione del vapore senza ulteriore dispendio di energia elettrica ed anzi permettendo una minore temperatura dell'acqua dell'ultimo risciacquo (il brillantante agevola anche l'evaporazione).
Per facilitare sia l'azione del detergente che l'asciugatura e per evitare che il riscaldamento dell'acqua provochi la formazione di calcare sul carico e sui componenti vitali per il funzionamento, le lavastoviglie sono in genere dotate di un impianto addolcitore dell'acqua che sfrutta un sistema di resine a scambio ionico, che assorbono gli ioni di calcio e di magnesio in soluzione nell'acqua di lavaggio e li sostituiscono con ioni di sodio ottenuti da un apposito sale (il sodio, a differenza del calcio e del magnesio, non produce depositi solidi nell'acqua ad alta temperatura). Ad intervalli regolari, di lunghezza variabile a seconda della regolazione dell'addolcitore in funzione del grado di durezza dell'acqua, le resine sono "rigenerate" con acqua salata, realizzando il processo di scambio inverso: gli ioni di sodio del sale vengono trasferiti sulle resine e gli ioni di calcio e magnesio accumulati sulle resine vengono trasferiti nella soluzione salina, che viene scaricata. In questo modo il sale si consuma e va immesso periodicamente in un serbatoio dedicato. Il sale per lavastoviglie è chimicamente identico e visivamente simile al normale sale grosso da cucina (entrambi sono costituiti da cloruro di sodio), ma è caratterizzato da un contenuto di impurità particolarmente ridotto per evitare danni all'addolcitore.
Sono sempre più diffusi i detergenti detti "multifunzione", che nella loro composizione comprendono "coadiuvanti", composti chimici che dovrebbero svolgere le funzioni del sale e del brillantante, anche se nel caso in cui l'acqua sia molto calcarea tali prodotti non riescono a sostituire completamente le funzioni consuete del sale per lavastoviglie e del brillantante, che vanno quindi aggiunti comunque. Altro sostituto "casalingo" per l'azione del sale è il comune aceto bianco, che ha un blando effetto sulla precipitazione del calcare, ma non può proteggere la resistenza dall'incrostamento e può diminuire l'azione del detergente, che è alcalino (acido+base=sale+acqua).
È quindi necessaria una corretta regolazione dell'addolcitore e dell'erogatore del brillantante, basata sulle caratteristiche dell'acqua che la lavastoviglie impiega, per evitare il formarsi di aloni sulle stoviglie e l'incrostamento della resistenza per il riscaldamento dell'acqua di lavaggio.
Normalmente le lavastoviglie di tipo domestico dispongono di più programmi che differiscono per durata, numero di risciacqui e temperatura di lavaggio. I modelli evoluti, a controllo elettronico, possono anche variare la velocità della motopompa di lavaggio, variando così anche la pressione dell'acqua che esce dagli ugelli. Un ulteriore sviluppo tecnologico si ha nei modelli "a lavaggio alternato", in cui un deviatore di flusso dell'acqua indirizza l'acqua in uscita dalla pompa di lavaggio solamente ad uno dei due cestelli per volta, commutando tra il cestello superiore e quello inferiore in modo alternato; ciò permette di caricare un quantitativo totale di acqua minore, non essendo necessaria una quantità di acqua tale da poter irrorare contemporaneamente entrambi i cestelli di lavaggio. Molti modelli dispongono di un sensore di torbidità dell'acqua basato su una fotocellula e di programmi totalmente automatici nei quali la durata delle fasi di lavaggio, la temperatura e a volte anche la pressione dell'acqua vengono impostate in modo dedicato a seconda del livello di sporco rilevato.

### Lavastoviglie industriali
Le lavastoviglie di tipo industriale hanno alcune differenze rispetto a quelle domestiche. La struttura è tipicamente in lamiera di acciaio inossidabile (AISI 304) e si inserisce solo un cestello per volta. I cestelli hanno dimensioni standard a seconda degli usi e dello spazio a disposizione: 35x35 cm e 40x40 cm sono i cestelli delle lavabicchieri (usate tipicamente nei bar), mentre i cestelli 50x50 cm sono usati nelle lavapiatti. Il ciclo di lavaggio è composto da due sole fasi. La prima è la fase di lavaggio in cui le lavastoviglie fanno circolare continuamente la stessa soluzione di acqua e detergente alla temperatura di circa 55-60°C. L'acqua di lavaggio è contenuta nella vasca e viene aspirata da una elettropompa molto potente attraverso degli spruzzatori rotanti sul carico da lavare. La potenza della pompa è molto elevata in quanto le lavastoviglie industriali hanno dei cicli di lavaggio estremamente corti (1,5-3,0 min) se comparati rispetto alle lavastoviglie domestiche (2-3 ore). La fase di risciacquo viene invece effettuata tramite acqua mista a brillantante a 85-90°C (per permettere un'asciugatura quasi istantanea) proveniente da un piccolo boiler presente sotto la vasca di lavaggio, che viene spruzzata al valore della pressione idrica dell'impianto del locale attraverso un'altra serie di spruzzatori dedicati. In questo modo l'acqua (sporca) di lavaggio e l'acqua (pulita) di risciacquo non vengono mai in contatto tra loro e non c'è contaminazione, cosa che invece non è garantita nelle lavastoviglie domestiche. L'acqua di risciacquo dopo avere lambito il carico cade in vasca (consumo idrico per ciclo circa 2,5-4,0 litri a ciclo, a seconda delle dimensioni della lavastoviglie e della pressione dell'impianto idrico) e ciò tende a diluire la soluzione di lavaggio, che trabocca della stessa quantità verso lo scarico attraverso un tubo di troppopieno. Bisogna quindi compensare la parte di detergente liquido che viene disperso insieme ad una frazione di acqua sporca. Ciò va effettuato manualmente, oppure ricorrendo ad una pompa peristaltica che preleva automaticamente una parte di detersivo liquido da un serbatoio tutte le volte che viene attivata l'elettrovalvola d'ingresso dell'acqua. Alla fine della sessione di lavoro la vasca, piena di acqua sporca a seguito dei lavaggi effettuati, deve essere svuotata sfilando il tubo di troppopieno e risciacquata insieme al filtro.
Accessori come la pompa di scarico, la pompa di aumento pressione del risciacquo o il boiler atmosferico in concomitanza del break tank oppure anche impianti di recupero calore possono migliorare le performance della lavastoviglie.
È buona norma nelle macchine industriali effettuare un rapido pre-risciacquo del carico prima di inserirlo in macchina: in questo modo si effettua la rimozione preliminare dello sporco idrosolubile, facilitando l'azione del detergente (che si limiterà all'azione sgrassante). Cosa invece superflua e tendenzialmente dannosa nelle macchine domestiche, tarate per ridurre al minimo i consumi (anche idrici) giocando su tempi più lunghi (il livello di silenziosità odierno e i sistemi antiallagamento possono permettere agevolmente un funzionamento notturno) e su un'azione più forte da parte del detersivo per compensare la minore potenza dei getti di lavaggio: specie le pastiglie sono sovradosate e potrebbero alla lunga aggredire le parti in plastica della macchina.

## Lavastoviglie e ambiente: confronto con lavaggio a mano
Comparare l'efficienza del lavastoviglie e del lavaggio a mano è molto difficile perché il lavaggio tradizionale può cambiare drasticamente da persona a persona. Più studi, eseguiti da enti privati, hanno concluso che la lavastoviglie usata a pieno carico, consuma meno acqua del più efficiente lavaggio a mano, mentre il relativo consumo di energia dipende dalla tecnica di lavaggio a mano e dal numero di stoviglie per carico (piccoli carichi favoriscono ancora il lavaggio a mano). Gli studi non tengono conto però dei costi associati alla produzione e allo smaltimento della lavastoviglie o del costo del possibile incremento del grado di usura dei piatti causato dagli aggressivi agenti chimici presenti nei detergenti.
Molti studi affermano che lavare i piatti in bacinella o col lavandino tappato ridurrebbe notevolmente il consumo d'acqua, ma si deve considerare che il consumo dipende molto dal metodo di lavaggio. Per esempio, è semplice da comprendere come un metodo efficiente per lavare i piatti sia quello di insaponarli prima impilandoli a parte per poi successivamente risciacquarli singolarmente partendo dal primo insaponato, in modo che il detersivo abbia tempo di agire su ogni singolo piatto e quindi il risciacquo possa essere più rapido, richiedendo minor consumo d'acqua. Lo stesso sistema può ovviamente essere ripetuto per tutte le stoviglie.